# Quillebeuf-sur-Seine

Quillebeuf-sur-Seine este o comună în departamentul Eure, Franța. În 1 ianuarie 2022 avea o populație de 838 de locuitori.